# Cantón de Roquefort
El cantón de Roquefort era una división administrativa francesa, que estaba situada en el departamento de Landas y la región de Aquitania.

## Composición
El cantón estaba formado por trece comunas:
- Arue
- Bourriot-Bergonce
- Cachen
- Labastide-d'Armagnac
- Lencouacq
- Maillas
- Pouydesseaux
- Retjons
- Roquefort
- Saint-Gor
- Saint-Justin
- Sarbazan
- Vielle-Soubiran

## Supresión del cantón de Roquefort
En aplicación del Decreto nº 2014-181 de 18 de febrero de 2014, el cantón de Roquefort fue suprimido el 22 de marzo de 2015 y sus 13 comunas pasaron a formar parte; doce del nuevo cantón de Alta Landa Armañac y una del nuevo cantón de Mont-de-Marsan-1.